# Ormanäs och Stanstorp
Ormanäs och Stanstorp är en tidigare  tätort i Höörs kommun i Skåne län, belägen vid Stenskogen. År 1990 räknade SCB området som en småort med benämningen Ormanäs + Stenskogen + Stanstorp men sedan 1995 är bebyggelsen i de två orterna klassade som en tätort. Vid 2015 års tätortsavgränsning hade bebyggelsen vuxit samman med Höörs tätort.

## Befolkningsutveckling
| Befolkningsutvecklingen i Ormanäs och Stanstorp 1990–2010      | Befolkningsutvecklingen i Ormanäs och Stanstorp 1990–2010 | Befolkningsutvecklingen i Ormanäs och Stanstorp 1990–2010 | Befolkningsutvecklingen i Ormanäs och Stanstorp 1990–2010 | Befolkningsutvecklingen i Ormanäs och Stanstorp 1990–2010 |
| -------------------------------------------------------------- | --------------------------------------------------------- | --------------------------------------------------------- | --------------------------------------------------------- | --------------------------------------------------------- |
|                                                                |                                                           |                                                           |                                                           |                                                           |
| År                                                             |                                                           |                                                           | Folkmängd                                                 | Areal (ha)                                                |
| 1990                                                           | 1990                                                      |                                                           | 251                                                       | 92#                                                       |
| 1995                                                           | 1995                                                      |                                                           | 316                                                       | 142                                                       |
| 2000                                                           | 2000                                                      |                                                           | 373                                                       | 143                                                       |
| 2005                                                           | 2005                                                      |                                                           | 422                                                       | 145                                                       |
| 2010                                                           | 2010                                                      |                                                           | 438                                                       | 144                                                       |
| Anm.: Ny tätort 1995. Sammanvuxen med Höör 2015. # Som småort. |                                                           |                                                           |                                                           |                                                           |